# Pagalungan
Pagalungan est une localité de la province de Maguindanao, aux Philippines. En 2015, elle compte 39 653 habitants.